# Swiss Open Gstaad 2017
Swiss Open Gstaad 2017, oficiálně se jménem sponzora J. Safra Sarasin Swiss Open Gstaad 2017, byl tenisový turnaj pořádaný jako součást mužského okruhu ATP World Tour, který se odehrával na otevřených antukových dvorcích s centrální arénou Roye Emersona. Probíhal mezi 24. až 30. červencem 2017 ve švýcarském Gstaadu jako padesátý ročník turnaje.
Turnaj s rozpočtem 540 310 eur patřil do kategorie ATP World Tour 250. Nejvýše nasazeným hráčem ve dvouhře se stal čtrnáctý tenista světa David Goffin z Belgie. Jako poslední přímý účastník do hlavní singlové soutěže nastoupil argenitnský 104. hráč žebříčku Facundo Bagnis.
Pátý singlový titul na okruhu ATP Tour vybojoval dva měsíce po narození syna 30letý Ital Fabio Fognini. Deblovou soutěž ovládl rakouský pár složený z 37letého Olivera Maracha a 31letého Philippa Oswalda, jehož členové na okruhu ATP Tour získali první společnou trofej.

## Rozdělení bodů a finančních odměn

### Rozdělení bodů
| Soutěž  | vítězové | finalisté | semifinalisté | čtvrtfinalisté | 16 v kole | 32 v kole | Q  | Q2 | Q1 |
| ------- | -------- | --------- | ------------- | -------------- | --------- | --------- | -- | -- | -- |
| dvouhra | 250      | 150       | 90            | 45             | 20        | 0         | 12 | 6  | 0  |
| čtyřhra | 250      | 150       | 90            | 45             | 0         | —         | —  | —  | —  |

### Finanční odměny
| Soutěž                              | vítězové | finalisté | semifinalisté | čtvrtfinalisté | 16 v kole | 32 v kole | Q | Q2     | Q1     |
| ----------------------------------- | -------- | --------- | ------------- | -------------- | --------- | --------- | - | ------ | ------ |
| dvouhra                             | €85 945  | €45 265   | €24 520       | €13 970        | €8 230    | €4 875    | — | €2 195 | €1 100 |
| čtyřhra                             | €26 110  | €13 730   | €7 440        | €4 260         | €2 490    | —         | — | —      | —      |
| částka ve čtyřhře je uvedena na pár |          |           |               |                |           |           |   |        |        |

## Mužská dvouhra

### Nasazení
| Stát                             | Hráč                  | ATP | Nasazení |
| -------------------------------- | --------------------- | --- | -------- |
| Belgie                           | David Goffin          | 14. | 1.       |
| Španělsko                        | Roberto Bautista Agut | 19. | 2.       |
| Španělsko                        | Feliciano López       | 26. | 3.       |
| Itálie                           | Fabio Fognini         | 27. | 4.       |
| Itálie                           | Paolo Lorenzi         | 34. | 5.       |
| Nizozemsko                       | Robin Haase           | 42. | 6.       |
| Srbsko                           | Dušan Lajović         | 61. | 7.       |
| Portugalsko                      | João Sousa            | 63. | 8.       |
| Žebříček ATP k 17. červenci 2017 |                       |     |          |

### Jiné formy účasti
Následující hráči obdrželi divokou kartu do hlavní soutěže:
- Antoine Bellier
- Marco Chiudinelli
- Fabio Fognini

Následující hráči postoupili z kvalifikace:
- Daniel Brands
- Lorenzo Giustino
- Yannick Hanfmann
- Gleb Sakharov

### Odhlášení
před zahájením turnaje
- Jérémy Chardy → nahradil jej  Santiago Giraldo
- Marius Copil → nahradil jej  Ernests Gulbis
- Viktor Troicki → nahradil jej  Radu Albot

## Mužská čtyřhra

### Nasazení
| Stát                                                                        | Hráč              | Stát       | Hráč              | ATP  | Nasazení |
| --------------------------------------------------------------------------- | ----------------- | ---------- | ----------------- | ---- | -------- |
| Nový Zéland                                                                 | Marcus Daniell    | Brazílie   | Marcelo Demoliner | 96.  | 1.       |
| Rakousko                                                                    | Oliver Marach     | Rakousko   | Philipp Oswald    | 98.  | 2.       |
| Česko                                                                       | Roman Jebavý      | Nizozemsko | Matwé Middelkoop  | 120. | 3.       |
| Francie                                                                     | Jonathan Eysseric | Chorvatsko | Franko Škugor     | 128. | 4.       |
| Žebříček ATP k 17. červenci 2017; číslo je součtem umístění obou členů páru |                   |            |                   |      |          |

### Jiné formy účasti
Následující páry obdržely divokou kartu do hlavní soutěže:
- Antoine Bellier /  Luca Margaroli
- Dustin Brown /  Marco Chiudinelli

## Přehled finále

### Mužská dvouhra
- Fabio Fognini vs.  Yannick Hanfmann, 6–4, 7–5

### Mužská čtyřhra
- Oliver Marach /  Philipp Oswald vs.  Jonathan Eysseric /  Franko Škugor, 6–3, 4–6, [10–8]